# Episodi di Gen V
La prima stagione della serie televisiva Gen V è stata pubblicata su Amazon Prime a partire dal 29 settembre 2023.
| nº | Titolo originale            | Titolo italiano               | Pubblicazione     |
| -- | --------------------------- | ----------------------------- | ----------------- |
| 1  | God U.                      | God U.                        | 29 settembre 2023 |
| 2  | First Day                   | Primo giorno                  | 29 settembre 2023 |
| 3  | #ThinkBrink                 | #ThinkBrink                   | 29 settembre 2023 |
| 4  | The Whole Truth             | Tutta la verità               | 6 ottobre 2023    |
| 5  | Welcome to the monster club | Benvenuto nel club dei mostri | 13 ottobre 2023   |
| 6  | Jumanji                     | Jumanji                       | 20 ottobre 2023   |
| 7  | Sick                        | Malati                        | 27 ottobre 2023   |
| 8  | Guardians of Godolkin       | Guardiani della Godolkin      | 3 novembre 2023   |

## God U.
- Titolo originale: God U.
- Diretto da: Nelson Cragg
- Scritto da: Craig Rosenberg, Evan Goldberg e Eric Kripke

### Trama
Il giorno in cui A-Train si unisce ai sette, la piccola Marie Moreau manifesta per la prima volta il suo potere del dominio del sangue in concomitanza con il suo primo ciclo mestruale; scatena inavvertitamente il suo potere, uccidendo i genitori davanti alla sorella minore che l'accusa dell'accaduto.
Otto anni dopo, la diciottenne Marie viene accettata alla Godolkin University, una struttura educativa volta a formare i giovani futuri supereroi. La ragazza fa amicizia con la sua compagna di stanza Emma Meyer, dotata del potere di rimpicciolirsi quando rigetta, e conosce i popolari studenti dell'ultimo anno Andre Anderson, Luke Riordan, Jordan Li e Cate Dunlap. Marie viene convinta da Emma ad accettare un'uscita con i ragazzi più popolari, durante la quale il gruppo consuma droghe. Andre, usando il suo potere, taglia accidentalmente la gola a una donna e Marie riesce a usare il suo potere per salvarle la vita. Questo la porta a ottenere popolarità, ma il professor Richard Brinkerhoff le comunica che la colpa dell'accaduto verrà fatto ricadere su di lei e che verrà espulsa per proteggere la reputazione dei ragazzi più grandi, in quanto considerati maggiormente promettenti come supereroi. Dopo un attimo di sconforto, Marie torna in ufficio per affrontare nuovamente Brinkerhoff e sorprende Luke mentre lo uccide. Luke attacca Marie per indurla al silenzio, scontrandosi nel mentre con Jordan e Andre. Devastato da quanto accaduto, Luke si suicida volando a mezz'aria e facendosi esplodere.
- Special guest star: Elisabeth Shue (Madelyn Stillwell), Jessie T. Usher (A-Train).
- Guest star: Patrick Schwarzenegger (Golden Boy), Ty Barnett (Malcolm Moreau), Miatta Ada Lebile (Jackie Moreau), Alexander Calvert (Rufus), Maia Jae Bastidas (Justine Garcia), Daniel Beirne (Social Media Jeff), Robert Bazzocchi (Liam), Alex Castillo (Vanessa), Clancy Brown (Richard Brinkerhoff).

## Primo giorno
- Titolo originale: First Day
- Diretto da: Nelson Cragg
- Scritto da: Zak Schwartz e Brant Englestein

### Trama
La Vought International copre la morte di Luke e Brinkerhoff mentre a Marie viene attribuito il merito esclusivo di aver fermato Luke e diventa la prima matricola a entrare nella top 10 della classifica della Godolkin University. Mentre Marie conosce la rettrice dell'università Indira Shetty, che le offre il suo consiglio, Emma fa amicizia con la compagna di classe Justine Garcia, che scopre il segreto dietro i poteri di Emma e rivela pubblicamente le informazioni su Internet. Emma, arrabbiata, affronta Justine. Nel frattempo, Andre e Cate avviano un'indagine sulla morte di Luke e trovano una registrazione segreta che rivela che suo fratello minore Sam è detenuto in una struttura nascosta chiamata "Bosco", gestita segretamente da Shetty. Andre entra di nascosto nell'ufficio di Brinkerhoff alla ricerca di informazioni e per poco non viene scoperto. Dopo che Marie scopre che la Vought ha contattato sua sorella Annabeth, che non vuole avere niente a che fare con lei, durante un'intervista televisiva nasconde l'aiuto ricevuto da Jordan poco prima del suicidio di Luke. Andre riesce a localizzare il Bosco, ma viene quasi catturato dalla sicurezza del campus prima che Cate intervenga.
- Special guest star: Colby Minifie (Ashley Barrett).
- Guest star: Patrick Schwarzenegger (Golden Boy), P.J. Byrne (Adam Bourke), Sean Patrick Thomas (Polarity), Marco Pigossi (Dr. Edison Cardosa), Alexander Calvert (Rufus), Jackie Tohn (Courtenay Fortney), Maia Jae Bastidas (Justine Garcia), Daniel Beirne (Social Media Jeff), Robert Bazzocchi (Liam), Matthew Edison (Cameron Coleman).

## #ThinkBrink
- Titolo originale: #ThinkBrink
- Diretto da: Phil Sgriccia
- Scritto da: Erica Rosbe

### Trama
Tre anni prima, Luke e Cate fanno visita a Sam, che è infuriato nell'apprendere che i loro poteri provenivano dal Composto V e uccide una guardia di sicurezza, prima che Luke e Cate lo calmino. Nel presente, Andre e Cate discutono della loro scoperta, lei lo convince a non rischiare la propria vita per indagare e fanno sesso. Nel frattempo, Marie torna nella sua stanza del dormitorio e trova Emma affaticata. Tenta di consigliarla, ma hanno una discussione. Il giorno successivo, la preside Shetty invita Marie a un gala di raccolta fondi che si terrà in onore di Brinkerhoff. La madre di Emma tenta di convincerla a fare un reality show, ma lei rifiuta. Emma successivamente si riconcilia con Marie. Andre in seguito convince Emma a infiltrarsi nel Bosco per lui.  Riesce a trovare Sam, ma le guardie di sicurezza mettono in allerta la struttura costringendo Emma ad usare i suoi poteri per nascondersi.
- Special guest star: Chace Crawford (Abisso).
- Guest star: Patrick Schwarzenegger (Golden Boy), Sean Patrick Thomas (Polarity), Jackie Tohn (Courtenay Fortney), Laura Kai Chen (Kayla Li), Peter Kim (Paul Li), Maia Jae Bastidas (Justine Garcia), Daniel Beirne (Social Media Jeff).

## Tutta la verità
- Titolo originale: The Whole Truth
- Diretto da: Steve Boyum
- Scritto da: Jessica Chou

### Trama
Sam si riprende, massacra le guardie e fugge con Emma. Mentre si nasconde in un drive-thru abbandonato, Sam soffre di deliri e annuncia la sua intenzione di uccidere il dottor Edison Cardosa, uno psicologo che aveva precedentemente lavorato con lui.  Emma torna alla Godolkin University per avvertire gli altri. Nel frattempo, Marie cerca di chiedere allo studente sensitivo Rufus di aiutarla a trovare Emma, solo per svenire e svegliarsi nella sua camera da letto. Quando Jordan interviene, Marie fa esplodere il pene di Rufus. Allo stesso tempo, il famoso supereroe Robert Vernon / Tek Knight arriva alla Godolkin University per registrare un episodio della sua serie Vought+ "Tutta la verità" e incastrare segretamente uno studente innocente per il suicidio di Luke per conto della Vought. Mentre usa i suoi poteri di osservazione per interrogare in modo aggressivo gli studenti, costringe Marie a rivelare il coinvolgimento di Jordan nel suicidio di Luke. Dopo aver appreso che Sam è fuggito dal Bosco sotto la sua sorveglianza, Vernon intende incastrare Shetty, ma lei minaccia di smascherare i suoi impulsi sessuali innaturali. Marie, Emma, Andre, Jordan e Cate alla fine sottomettono Sam, ma Marie perde conoscenza ancora una volta e si sveglia per ritrovarsi a letto con Jordan.
- Guest star: Derek Wilson (Tek Knight), Sean Patrick Thomas (Polarity), Alexander Calvert (Rufus), Marco Pigossi (Dr. Edison Cardosa), Jason Ritter (sé stesso).

## Benvenuto nel club dei mostri
- Titolo originale: Welcome to the Monster Club
- Diretto da: Clare Kilner
- Scritto da: Lex Edness

### Trama
Marie e i suoi amici si risvegliano e si ritrovano a una festa senza alcun ricordo di come siano arrivati lì. Mentre sfugge alla cattura, Sam trova Emma e Marie, ma non lo riconoscono.  Il dottor Cardosa incontra la preside Shetty per discutere della sua creazione di un virus destinato a controllare i poteri e del suo desiderio di usarlo su Marie, ma lei rifiuta di coinvolgerla. Cate afferma che Rufus è responsabile della loro amnesia e guida Jordan, Andre e Marie ad affrontarlo, ma perde le sue tracce mentre Andre sviene. Emma si rende conto che lei e Marie conoscono già Sam, ma sono state costrette a dimenticarlo. Mentre lo cerca, Marie si toglie un dispositivo di localizzazione dal collo e svela a Cate il suo sospetto che Shetty e Rufus siano responsabili della loro amnesia. Cate si scusa e costringe Marie a cambiare argomento. Rendendosi conto che Marie ha dimenticato una recente conversazione che hanno avuto, Jordan va a confrontarsi nuovamente con Rufus. Emma trova Sam, che rivela che Cate è la colpevole della loro amnesia, avendo anche usato il suo potere di controllo mentale tattile per far dimenticare a Luke l'esistenza di Sam. Emma chiama Marie per dire a lei e a Jordan la verità. Andre quasi uccide Rufus quando Cate in lacrime arriva per rivelare il suo inganno e ripristinare i suoi ricordi.
- Guest star: Marco Pigossi (Dr. Edison Cardosa), Alexander Calvert (Rufus), Andy Walken (Dusty), Maia Jae Bastidas (Justine Garcia).

## Jumanji
- Titolo originale: Jumanji
- Diretto da: Rachel Goldberg
- Scritto da: Lauren Greer

### Trama
Dopo aver ripristinato i ricordi di tutti, Cate ha un attacco epilettico e inconsapevolmente intrappola Marie, Jordan e Andre nella sua mente. L'amico immaginario di Cate, con le fattezze di Soldatino, li avverte di scappare prima che lei entri in uno stato vegetativo. Mentre esplora i ricordi di Cate, si scopre che Andre aveva una relazione segreta con Cate mentre questa stava con Luke. Mentre il gruppo fugge, entrano in uno dei ricordi di Jordan, in cui quest'ultimo salvò Brinkerhoff da Luke infuriato e si guadagnò un lavoro come suo assistente. Dopo aver visto un ricordo dei Riordan sottoposti a esperimenti nel Bosco e Cate che costringe Luke a dimenticare quello che è successo, il gruppo entra nel ricordo di Marie della morte dei suoi genitori, durante la quale Annabeth l'ha accusata di averli uccisi volontariamente. Alla fine, affrontano Cate e la convincono ad assumersi la responsabilità delle sue azioni, facendoli risvegliare.  Sam arriva per affrontare Cate, ma Emma lo convince e rivela che Shetty lo ha usato per aumentare i poteri di Luke e sta facendo esperimenti su altri bambini. Nel frattempo, Cardosa testa il suo virus su una ragazza elettrocinetica di nome Betsy, che la fa ammalare e indebolisce i suoi poteri prima di ucciderla.  Inizialmente scioccata, Shetty gli ordina di rendere contagioso il virus.
- Special guest star: Jensen Ackles (Soldatino).
- Guest star: Patrick Schwarzenegger (Golden Boy), Marco Pigossi (Dr. Edison Cardosa), Andy Walken (Dusty), Ty Barnett (Malcolm Moreau), Miatta Ada Lebile (Jackie Moreau), Clancy Brown (Richard Brinkerhoff).

## Malati
- Titolo originale: Sick
- Diretto da: Shana Stein
- Scritto da: Chelsea Grate

### Trama
Marie e Jordan irrompono nell'ufficio della Shetty per raccogliere prove e presentarle a Victoria Neuman, una politica venuta alla Godolkin University per una riunione municipale, durante la quale apprendono che la famiglia della preside è stata uccisa in un incidente aereo causato da Patriota. Cardosa ubriaco entra nell'ufficio della Shetty e divaga sul suo virus, ignaro che Marie e Jordan si sono nascosti sotto la scrivania. La preside Shetty chiede aiuto al colonnello Grace Mallory per diffondere il virus a livello globale per uccidere tutti i Super, ma Mallory rifiuta e ordina segretamente a qualcuno di tenere d'occhio Shetty. Dopo che il padre di Andre, Polarity, ha avuto un attacco epilettico, Andre lo accompagna all'ospedale. Durante la riunione, gli studenti manifestanti incitano una rivolta e creano il movimento "Super Lives Matter". La Neuman incontra Marie e scopre che condividono poteri e educazione simili. Marie cerca di convincere la Neuman a esporre il Bosco alla Vought, ma Neuman la convince invece a perseguire una posizione di potere senza influenza politica o culturale.  Cate costringe Shetty a rivelare la verità dietro il Bosco a tutti,  e a suicidarsi. Cardosa incontra segretamente la Neuman per darle un campione di virus prima che lei lo uccida per impedire la diffusione della sua conoscenza.
- Special guest star: Claudia Doumit (Victoria Neuman).
- Guest star: Sean Patrick Thomas (Polarity), Marco Pigossi (Dr. Edison Cardosa), Alexander Calvert (Rufus), Maia Jae Bastidas (Justine Garcia), Matthew Edison (Cameron Coleman), Laila Robins (Grace Mallory).

## Guardiani della Godolkin
- Titolo originale: Guardians of Godolkin
- Diretto da: Sanaa Hamri
- Scritto da: Brant Englestein

### Trama
Mentre la CEO della Vought, Ashley Barrett, incontra gli amministratori della Godolkin University per discutere su come coprire gli eventi accaduti, Cate e Sam tornano nel Bosco per liberare i prigionieri rimasti prima di guidarli nell'uccisione dei non-Super all'università.  Mentre Marie, Jordan ed Emma tentano di contenere il caos, Marie dimostra una maggiore padronanza dei suoi poteri. Sam vede delle allucinazioni di Luke, che gli dice di fermarsi e gli rivela come è morto, ma Sam lo ignora e permette a Cate di distruggere la sua capacità di provare emozioni. Andre scopre che l'attacco epilettico di Polarity è stato il risultato di un danno cerebrale causato dai suoi poteri prima di ricevere il mantello di Polarity per aiutare a combattere i Super infuriati. Cate cerca di fare il lavaggio del cervello a Jordan, ma Marie fa esplodere il braccio di Cate, sconfiggendola. Lo scontro viene interrotto da Patriota, il quale attacca Marie accusandola di "attaccare la sua stessa specie". Qualche tempo dopo, Marie, Jordan, Emma e Andre si risvegliano in una stanza d'ospedale sigillata in un luogo sconosciuto e scoprono di essere stati incastrati per l'attacco di Sam e Cate mentre i due vengono acclamati come i "Guardiani della Godolkin". Nel frattempo, Billy Butcher indaga sulle rovine del Bosco.
- Special guest star: Karl Urban (William Butcher), Antony Starr (Patriota), Colby Minifie (Ashley Barrett).
- Guest star: Patrick Schwarzenegger (Golden Boy), Sean Patrick Thomas (Polarity), P.J. Byrne (Adam Bourke), Alexander Calvert (Rufus).